# Osmanlı Stadyumu
Osmanlı Stadyumu – stadion sportowy w Ankarze, stolicy Turcji. Został otwarty w 1974 roku, w XXI wieku był modernizowany. Obiekt może pomieścić 18 029 widzów. Swoje spotkania rozgrywają na nim piłkarze klubu Osmanlıspor.